# Glan Letheren
Glan Letheren (Neath, Gales; 1 de mayo de 1956-6 de junio de 2024) fue un futbolista galés que jugó en la posición de guardameta. Era el padre del también futbolista Kyle Letheren.

## Carrera

### Club
| Periodo   | Club                 |
| --------- | -------------------- |
| 1974-1975 | Leeds United FC      |
| 1976-1977 | Scunthorpe United FC |
| 1977-1979 | Chesterfield FC      |
| 1979-1980 | Swansea City AFC     |
| 1980-1986 | Oxford City FC       |

### Selección nacional
Formó para de Gales sub-23 a mediados de los años 1970 pero no llegó a jugar partidos.

## Vida personal y muerte
Al retirarse como futbolista se volvió un exitoso jugador de críquet en la South Wales Cricket Association, jugando principalmente para el Dafen Welfare CC.
Fue diagnosticado con un cáncer de peritoneo en mayo de 2023. Letheren falleció a causa del cáncer el 6 de junio de 2024 a los 68 años.